# Cathal Brugha
Cathal Brugha, né Charles William St John Burgess, le 18 juillet 1874 et mort le 7 juillet 1922 est un révolutionnaire et homme politique irlandais. Il est ministre de la Défense de 1919 à 1922, Ceann Comhairle du Dáil Éireann en janvier 1919, président du Dáil Éireann de janvier 1919 à avril 1919 et Chef d'état-major de l'armée républicaine irlandaise de 1917 à 1919. Il est député au Teachta Dála de 1918 à 1922. Il est actif lors de l'insurrection de Pâques 1916, la guerre d'indépendance irlandaise et la guerre civile irlandaise, au cours de laquelle il trouve la mort. Il est le premier Ceann Comhairle du Dáil Éireann et ainsi le premier Président du Dáil Éireann.

### Sources
- (en) Cet article est partiellement ou en totalité issu de l’article de Wikipédia en anglais intitulé « Cathal Brugha » (voir la liste des auteurs).